# 求菩提山

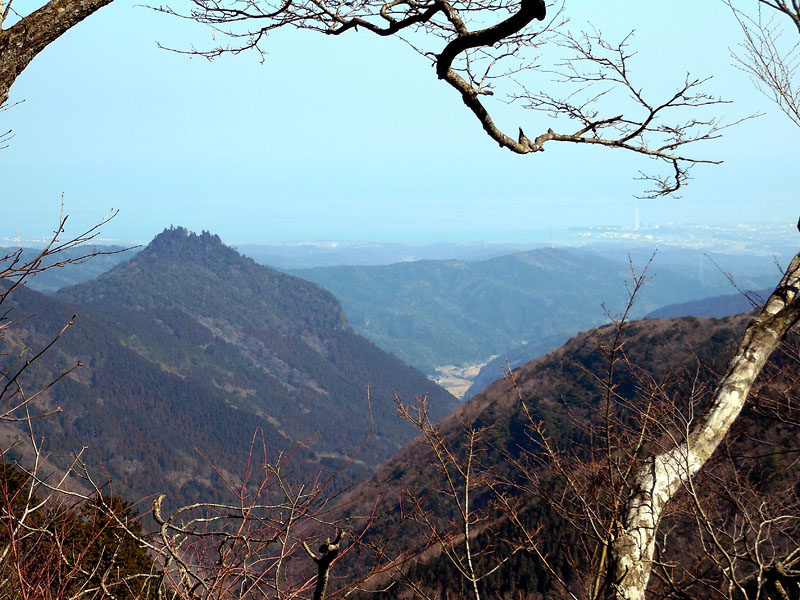
求菩提山を南南西から

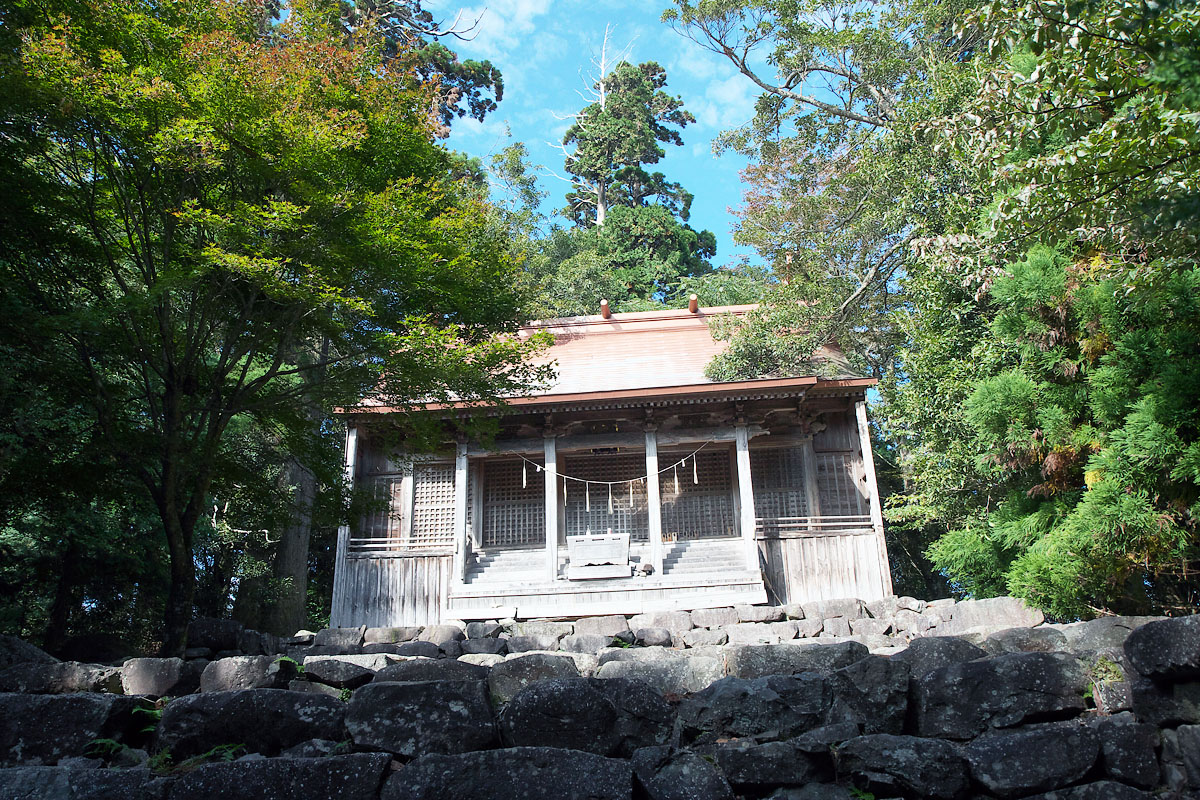
求菩提山山頂の国玉神社上宮

求菩提山（くぼてさん）は、福岡県豊前市求菩提と築上郡築上町寒田の境界に位置する筑紫山地に属する標高782メートルの山である。麓の豊前市のシンボル的な山であり、かつては英彦山、犬ヶ岳と共に修験道の山だった。

## 概要
古くから修験道の霊山として修行が行われ、1870年頃の明治時代前期まで山岳信仰が行われていた。中世初期までは英彦山の影響下にあったが、中世末期には聖護院に属し、座主の格式を得て近世までは約180坊を有する勢力を持った。その後、幕末期には54坊を数える程度まで衰微し、明治時代の神仏分離によって求菩提山護国寺は国玉神社となった。
山頂付近では修験道に関係する「求菩提五窟」と称される普賢窟・多聞窟・迦陵頻伽の彫られた岩洞窟など遺跡や遺物が存在しており、国宝や重要文化財に指定されたものもある。こうした歴史的背景から昭和25年（1950年）に耶馬日田英彦山国定公園の一部に指定され、2001年には史跡名勝天然記念物に、さらに2012年には「求菩提の農村景観」として日本の重要文化的景観にも選定されている。
山頂には国玉神社上宮があり、麓には資料館やキャンプ場がある。周辺には湧き水も多い。山頂の神社に至る850段の石段は「鬼のあぶみ」とも呼ばれ、山中を荒らし回っていた鬼が求菩提権現との誓約により一晩で築いたという伝説が伝わる。
周辺には英彦山や耶馬渓などがあり、求菩提山も耶馬日田英彦山国定公園に含まれる。
また、求菩堤山には鴉天狗の伝説が伝えられており、豊前市のマスコットキャラクターである「くぼてん」はカラス天狗にちなんだマスコットキャラクターである。
頂上からは南に英彦山・犬ヶ岳など、東に豊前市街地、周防灘の眺めがよい。
豊前市内や築上町、みやこ町犀川から福岡県道32号犀川豊前線を使って山頂付近まで車で行くことも可能である。また標高が高いため冬場は路面凍結や積雪などに注意が必要である。

## 文化財
史跡
- 求菩提山

国宝
- 銅板法華経　銅筥

重要文化財
- 豊前求菩提山経塚出土品

重要文化的景観
- 求菩提の農村景観

福岡県指定有形文化財
- 求菩提山文書

福岡県指定有形民俗文化財
- 求菩提山修験道遺品

福岡県指定無形民俗文化財
- 求菩提山のお田植祭

福岡県指定天然記念物
- 求菩提のボダイジュ
- 求菩提のヒメシャガ

豊前市指定有形文化財
- 覚魔社社殿

豊前市指定天然記念物
- 求菩提のクワ（桑）

## 交通アクセス
- JR九州日豊本線宇島駅から豊前市バス岩屋線に乗車し「求菩提登山口」下車。
- 東九州自動車道豊前インターチェンジから山頂まで約15㎞。